# Memory Lane
Pour les articles homonymes, voir Memory Lane (homonymie).
Memory Lane est le titre d'un récit de Patrick Modiano d'abord paru dans la Nouvelle Revue française en novembre 1980, et publié dès le même mois de l'année suivante en volume chez Hachette-P.O.L, avec des dessins de Pierre Le-Tan. L'ensemble, désormais indissociable, du texte et des dessins, a été repris par le Seuil en collection de poche à partir de 1983.

## Résumé
Un jeune homme se lie à une bande oisive et bohème. Nous suivons chacun des personnages évoluant dans une ville fantôme à la recherche d'un avenir.

## Lieux cités (liste non exhaustive)
Paris, Bougival, Grosbois, Cap d'Antibes, La Baule

## Personnages
Georges Bellune (membre d'une société d'édition musicale, auteur de "Roses d'Hawaii". Il est déjà présent dans l'ouvrage précédent, "Une jeunesse"), Paul Contour (avocat, homme d'affaires, commerce de chevaux), Maddy Contour (sa femme, ancien mannequin), Doug (Américain du Kentucky), Claude Delval (ancien cascadeur devenu antiquaire), Christian Winegrain et son protégé Bourdon), Françoise (Dorléac? future vedette de cinéma) Oscar Dufresne (patron de music-hall).

## Éditions
- Memory Lane, éditions Hachette, 1981  (ISBN 2010080912).